# Torneo Intermedio 2024
El Torneo Intermedio 2024 fue el segundo certamen del 121.° Campeonato de Primera División del fútbol uruguayo organizado por la AUF. Se jugó entre el 8 de junio y el 4 de agosto de 2024.

## Sistema de disputa
Se disputó en dos series, A y B, conformada por los equipos que finalizaron en posiciones impares en el Torneo Apertura 2024, y la segunda por los equipos que se ubicaron en las posiciones pares al finalizar dicho torneo.
El equipo que se corona campeón de este torneo, obtuvo el cupo de Uruguay 1 en la Copa Sudamericana 2025.

### Información general
Las fechas de fundación de los equipos y el palmarés de títulos y subtítulos son elementos declarados por los propios clubes implicados. Todos los datos estadísticos corresponden únicamente a los Campeonatos Uruguayos organizados por la Asociación Uruguaya de Fútbol, no se incluyen los torneos de la FUF de 1923 y 1924 ni el Torneo del Consejo Provisorio 1926 en las temporadas contadas.
| Equipo               | Ciudad     | Estadio de localía            | Capacidad | Fundación                | Temporadas | Temp. Consecutivas | Títulos | Subtítulos | Indumentaria | 2023 |
| -------------------- | ---------- | ----------------------------- | --------- | ------------------------ | ---------- | ------------------ | ------- | ---------- | ------------ | ---- |
| Boston River         | Montevideo | Campeones Olímpicos           | 5.124     | 20 de febrero de 1939    | 9          | 9                  | 0       | 0          | Kelme        | 12°  |
| Cerro                | Montevideo | Monumental Luis Tróccoli      | 25.000    | 1 de diciembre de 1922   | 77         | 2                  | 0       | 1          | Mgr Sport    | 10°  |
| Cerro Largo          | Melo       | Arq. Antonio Eleuterio Ubilla | 7.000     | 19 de noviembre de 2002  | 11         | 6                  | 0       | 0          | Concreto     | 7°   |
| Danubio              | Montevideo | Jardines del Hipódromo        | 18.000    | 1 de marzo de 1932       | 74         | 3                  | 4       | 4          | Mgr Sport    | 8°   |
| Defensor Sporting    | Montevideo | Luis Franzini                 | 16.000    | 15 de marzo de 1913      | 97         | 3                  | 4       | 10         | Puma         | 4°   |
| Deportivo Maldonado  | Maldonado  | Domingo Burgueño Miguel       | 22.000    | 25 de agosto de 1928     | 11         | 5                  | 0       | 0          | Kelme        | 11°  |
| Fénix                | Montevideo | Parque Capurro                | 5.097     | 7 de julio de 1916       | 43         | 16                 | 0       | 0          | Mgr Sport    | 13°  |
| Liverpool            | Montevideo | Belvedere                     | 7.780     | 15 de febrero de 1915    | 83         | 10                 | 1       | 1          | Mgr Sport    |      |
| Miramar Misiones     | Montevideo | Parque Palermo                | 4.072     | 25 de junio de 1980      | 16         | 1                  | 0       | 0          | Mgr Sport    |      |
| Montevideo Wanderers | Montevideo | Parque Alfredo Víctor Viera   | 9.000     | 15 de agosto de 1902     | 108        | 25                 | 3       | 8          | Umbro        | 5°   |
| Nacional             | Montevideo | Gran Parque Central           | 34.000    | 14 de mayo de 1899       | 120        | 120                | 49      | 45         | Umbro        | 3°   |
| Peñarol              | Montevideo | Campeón del Siglo             | 40.700    | 28 de septiembre de 1891 | 119        | 96                 | 51      | 41         | Puma         | 2°   |
| Progreso             | Montevideo | Abraham Paladino              | 3.200     | 30 de abril de 1917      | 26         | 1                  | 1       | 0          | Mgr Sport    |      |
| Racing               | Montevideo | Parque Osvaldo Roberto        | 5.400     | 6 de abril de 1919       | 55         | 2                  | 0       | 0          | Macron       | 6°   |
| Rampla Juniors       | Montevideo | Olímpico Pedro Arispe         | 6.190     | 7 de enero de 1914       | 72         | 1                  | 1       | 5          | Mgr Sport    |      |
| River Plate          | Montevideo | Parque Federico Omar Saroldi  | 5.165     | 11 de mayo de 1932       | 76         | 21                 | 0       | 1          | Mgr Sport    | 9°   |

## Grupos
Los grupos se determinaron por la posición de los equipos en la tabla del Torneo Apertura. Los clubes en posición impar fueron a la Serie A, y los clubes en posición par a la Serie B.
| A2024 | Serie A              | A2024 | Serie B          |
| ----- | -------------------- | ----- | ---------------- |
| 1.°   | Peñarol              | 2.°   | Nacional         |
| 3.°   | Defensor Sporting    | 4.°   | Boston River     |
| 5.°   | Progreso             | 6.°   | Cerro Largo      |
| 7.°   | Racing               | 8.°   | Liverpool        |
| 9.°   | Montevideo Wanderers | 10.°  | Cerro            |
| 11.°  | Deportivo Maldonado  | 12.°  | Rampla Juniors   |
| 13.°  | River Plate          | 14.°  | Danubio          |
| 15.°  | Fénix                | 16.°  | Miramar Misiones |

## Clasificación

#### Serie A
| Pos. | Equipo               | Pts. | PJ | G | E | P | GF | GC | Dif. |  |
| ---- | -------------------- | ---- | -- | - | - | - | -- | -- | ---- |  |
| 1    | Peñarol              | 14   | 7  | 4 | 2 | 1 | 10 | 5  | +5   |  |
| 2    | Montevideo Wanderers | 13   | 7  | 4 | 1 | 2 | 11 | 9  | +2   |  |
| 3    | Defensor Sporting    | 11   | 7  | 3 | 2 | 2 | 7  | 5  | +2   |  |
| 4    | Fénix                | 10   | 7  | 3 | 1 | 3 | 10 | 9  | +1   |  |
| 5    | River Plate          | 8    | 7  | 2 | 2 | 3 | 8  | 9  | −1   |  |
| 6    | Progreso             | 8    | 7  | 2 | 2 | 3 | 8  | 11 | −3   |  |
| 7    | Racing               | 6    | 7  | 1 | 3 | 3 | 8  | 10 | −2   |  |
| 8    | Deportivo Maldonado  | 6    | 7  | 1 | 3 | 3 | 5  | 9  | −4   |  |

 Fuente: AUF
|  | Ganador de la Serie A y clasificado a la final del Torneo Intermedio. |

#### Serie B
| Pos. | Equipo           | Pts. | PJ | G | E | P | GF | GC | Dif. |  |
| ---- | ---------------- | ---- | -- | - | - | - | -- | -- | ---- |  |
| 1    | Nacional         | 16   | 7  | 5 | 1 | 1 | 18 | 5  | +13  |  |
| 2    | Danubio          | 14   | 7  | 4 | 2 | 1 | 11 | 11 | 0    |  |
| 3    | Cerro Largo      | 11   | 7  | 3 | 2 | 2 | 6  | 7  | −1   |  |
| 4    | Cerro            | 10   | 7  | 3 | 1 | 3 | 8  | 5  | +3   |  |
| 5    | Miramar Misiones | 10   | 7  | 3 | 1 | 3 | 7  | 10 | −3   |  |
| 6    | Rampla Juniors   | 8    | 7  | 2 | 2 | 3 | 8  | 12 | −4   |  |
| 7    | Boston River     | 7    | 7  | 2 | 1 | 4 | 6  | 8  | −2   |  |
| 8    | Liverpool        | 3    | 7  | 1 | 0 | 6 | 4  | 10 | −6   |  |

 Fuente: AUF
|  | Ganador de la Serie B y clasificado a la final del Torneo Intermedio. |

## Fixture
| Fecha 1 | Fecha 1              | Fecha 1   | Fecha 1           | Fecha 1                 | Fecha 1     | Fecha 1 | Fecha 1          | Fecha 1 |
| Serie   | Local                | Resultado | Visitante         | Estadio                 | Fecha       | Hora    | Árbitro          |         |
| ------- | -------------------- | --------- | ----------------- | ----------------------- | ----------- | ------- | ---------------- | ------- |
| B       | Liverpool            | 0:1       | Miramar Misiones  | Belvedere               | 8 de junio  | 12:30   | Andrés Matonte   |         |
| A       | Racing               | 2:1       | Fénix             | Parque Osvaldo Roberto  | 8 de junio  | 15:00   | Gustavo Tejera   |         |
| A       | Montevideo Wanderers | 2:0       | Peñarol           | Parque Alfredo V. Viera | 8 de junio  | 17:30   | Leodán González  |         |
| A       | Deportivo Maldonado  | 0:2       | Defensor Sporting | Domingo Burgueño Miguel | 8 de junio  | 20:00   | Javier Feres     |         |
| B       | Cerro Largo          | 2:2       | Danubio           | Arq. Antonio E. Ubilla  | 9 de junio  | 12:30   | Pablo Giménez    |         |
| A       | Progreso             | 1:0       | River Plate       | Abraham Paladino        | 9 de junio  | 15:00   | Daniel Rodríguez |         |
| B       | Cerro                | 3:0       | Nacional          | Luis Franzini           | 9 de junio  | 18:00   | Mathías de Armas |         |
| B       | Rampla Juniors       | 1:1       | Boston River      | Parque Palermo          | 11 de junio | 15:00   | Eduardo Varela   |         |

| Fecha 2 | Fecha 2           | Fecha 2   | Fecha 2              | Fecha 2                    | Fecha 2     | Fecha 2 | Fecha 2          | Fecha 2 |
| Serie   | Local             | Resultado | Visitante            | Estadio                    | Fecha       | Hora    | Árbitro          |         |
| ------- | ----------------- | --------- | -------------------- | -------------------------- | ----------- | ------- | ---------------- | ------- |
| B       | Miramar Misiones  | 1:0       | Cerro                | Parque Palermo             | 14 de junio | 19:00   | Esteban Guerra   |         |
| A       | River Plate       | 1:1       | Deportivo Maldonado  | Parque Federico O. Saroldi | 15 de junio | 15:00   | Leandro Lasso    |         |
| B       | Nacional          | 2:1       | Liverpool            | Gran Parque Central        | 15 de junio | 17:30   | Javier Burgos    |         |
| A       | Defensor Sporting | 1:1       | Progreso             | Luis Franzini              | 15 de junio | 20:00   | Hernán Heras     |         |
| A       | Fénix             | 3:1       | Montevideo Wanderers | Parque Capurro             | 16 de junio | 12:30   | Bruno Sacarelo   |         |
| B       | Danubio           | 2:0       | Rampla Juniors       | Jardines del Hipódromo     | 16 de junio | 15:00   | Santiago Motta   |         |
| A       | Peñarol           | 1:1       | Racing               | Campeón del Siglo          | 16 de junio | 18:00   | Esteban Ostojich |         |
| B       | Boston River      | 0:2       | Cerro Largo          | Campeones Olímpicos        | 17 de junio | 17:00   | Mathías de Armas |         |

| Fecha 3 | Fecha 3              | Fecha 3   | Fecha 3           | Fecha 3                  | Fecha 3     | Fecha 3 | Fecha 3          | Fecha 3 |
| Serie   | Local                | Resultado | Visitante         | Estadio                  | Fecha       | Hora    | Árbitro          |         |
| ------- | -------------------- | --------- | ----------------- | ------------------------ | ----------- | ------- | ---------------- | ------- |
| B       | Cerro                | 0:0       | Danubio           | Monumental Luis Tróccoli | 22 de junio | 10:00   | Daniel Rodríguez |         |
| A       | Deportivo Maldonado  | 1:3       | Fénix             | Domingo Burgueño Miguel  | 22 de junio | 12:30   | Federico Arman   |         |
| A       | Racing               | 0:1       | Defensor Sporting | Parque Osvaldo Roberto   | 22 de junio | 15:00   | Mathías de Armas |         |
| A       | Progreso             | 0:2       | Peñarol           | Centenario               | 22 de junio | 18:00   | Santiago Motta   |         |
| B       | Liverpool            | 1:0       | Boston River      | Belvedere                | 23 de junio | 10:00   | Leandro Lasso    |         |
| B       | Rampla Juniors       | 1:2       | Miramar Misiones  | Abraham Paladino         | 23 de junio | 12:30   | Javier Burgos    |         |
| B       | Cerro Largo          | 0:4       | Nacional          | Arq. Antonio E. Ubilla   | 23 de junio | 15:00   | Hernán Heras     |         |
| A       | Montevideo Wanderers | 1:3       | River Plate       | Parque Alfredo V. Viera  | 23 de junio | 17:30   | Esteban Ostojich |         |

| Fecha 4 | Fecha 4           | Fecha 4   | Fecha 4              | Fecha 4                | Fecha 4    | Fecha 4 | Fecha 4          | Fecha 4 |
| Serie   | Local             | Resultado | Visitante            | Estadio                | Fecha      | Hora    | Árbitro          |         |
| ------- | ----------------- | --------- | -------------------- | ---------------------- | ---------- | ------- | ---------------- | ------- |
| B       | Cerro Largo       | 1:0       | Liverpool            | Arq. Antonio E. Ubilla | 6 de julio | 10:00   | Javier Feres     |         |
| B       | Boston River      | 2:0       | Cerro                | Campeones Olímpicos    | 6 de julio | 12:30   | Bruno Sacarelo   |         |
| A       | Peñarol           | 1:1       | Deportivo Maldonado  | Campeón del Siglo      | 6 de julio | 15:30   | Hernán Heras     |         |
| A       | Fénix             | 1:0       | River Plate          | Parque Capurro         | 7 de julio | 10:00   | Mathías de Armas |         |
| A       | Progreso          | 3:2       | Racing               | Abraham Paladino       | 7 de julio | 12:30   | Javier Burgos    |         |
| B       | Nacional          | 1:1       | Rampla Juniors       | Gran Parque Central    | 7 de julio | 15:30   | Leandro Lasso    |         |
| A       | Defensor Sporting | 1:1       | Montevideo Wanderers | Luis Franzini          | 7 de julio | 18:00   | Santiago Motta   |         |
| B       | Miramar Misiones  | 2:3       | Danubio              | Parque Palermo         | 7 de julio | 20:30   | Andrés Martínez  |         |

| Fecha 5 | Fecha 5              | Fecha 5   | Fecha 5           | Fecha 5                    | Fecha 5     | Fecha 5 | Fecha 5          | Fecha 5 |
| Serie   | Local                | Resultado | Visitante         | Estadio                    | Fecha       | Hora    | Árbitro          |         |
| ------- | -------------------- | --------- | ----------------- | -------------------------- | ----------- | ------- | ---------------- | ------- |
| A       | Deportivo Maldonado  | 1:1       | Racing            | Domingo Burgueño Miguel    | 12 de julio | 19:00   | Leandro Lasso    |         |
| B       | Rampla Juniors       | 3:2       | Liverpool         | Olímpico Pedro Arispe      | 13 de julio | 12:30   | Bruno Sacarelo   |         |
| B       | Danubio              | 0:6       | Nacional          | Jardines del Hipódromo     | 13 de julio | 15:00   | Esteban Ostojich |         |
| B       | Boston River         | 2:1       | Miramar Misiones  | Campeones Olímpicos        | 13 de julio | 17:30   | Santiago Motta   |         |
| B       | Cerro                | 0:1       | Cerro Largo       | Monumental Luis Tróccoli   | 14 de julio | 10:00   | Antonio García   |         |
| A       | Fénix                | 1:2       | Defensor Sporting | Parque Capurro             | 14 de julio | 12:30   | Hernán Heras     |         |
| A       | River Plate          | 1:3       | Peñarol           | Parque Federico O. Saroldi | 14 de julio | 15:00   | Javier Burgos    |         |
| A       | Montevideo Wanderers | 4:2       | Progreso          | Parque Alfredo V. Viera    | 14 de julio | 17:30   | Daniel Rodríguez |         |

| Fecha 6 | Fecha 6           | Fecha 6   | Fecha 6              | Fecha 6                | Fecha 6     | Fecha 6 | Fecha 6          | Fecha 6 |
| Serie   | Local             | Resultado | Visitante            | Estadio                | Fecha       | Hora    | Árbitro          |         |
| ------- | ----------------- | --------- | -------------------- | ---------------------- | ----------- | ------- | ---------------- | ------- |
| A       | Defensor Sporting | 0:1       | River Plate          | Luis Franzini          | 19 de julio | 19:00   | Gustavo Tejera   |         |
| B       | Cerro Largo       | 0:1       | Rampla Juniors       | Arq. Antonio E. Ubilla | 20 de julio | 10:00   | Jonathan Fuentes |         |
| A       | Racing            | 0:1       | Montevideo Wanderers | Parque Osvaldo Roberto | 20 de julio | 12:30   | Eduardo Varela   |         |
| B       | Nacional          | 4:0       | Miramar Misiones     | Gran Parque Central    | 20 de julio | 15:30   | Javier Burgos    |         |
| B       | Liverpool         | 0:1       | Cerro                | Belvedere              | 21 de julio | 10:00   | Mathías de Armas |         |
| A       | Progreso          | 0:1       | Deportivo Maldonado  | Abraham Paladino       | 21 de julio | 12:30   | Esteban Ostojich |         |
| A       | Peñarol           | 2:0       | Fénix                | Campeón del Siglo      | 21 de julio | 16:00   | Andrés Matonte   |         |
| B       | Boston River      | 1:2       | Danubio              | Campeones Olímpicos    | 21 de julio | 18:30   | Javier Feres     |         |

| Fecha 7 | Fecha 7              | Fecha 7   | Fecha 7             | Fecha 7                    | Fecha 7     | Fecha 7 | Fecha 7            |
| Serie   | Local                | Resultado | Visitante           | Estadio                    | Fecha       | Hora    | Árbitro            |
| ------- | -------------------- | --------- | ------------------- | -------------------------- | ----------- | ------- | ------------------ |
| B       | Miramar Misiones     | 0:0       | Cerro Largo         | Parque Palermo             | 27 de julio | 10:00   | Federico Arman     |
| A       | Fénix                | 1:1       | Progreso            | Luis Franzini              | 27 de julio | 12:30   | Santiago Motta     |
| A       | Peñarol              | 1:0       | Defensor Sporting   | Campeón del Siglo          | 27 de julio | 17:30   | Mathías de Armas   |
| A       | Montevideo Wanderers | 1:0       | Deportivo Maldonado | Parque Alfredo V. Viera    | 27 de julio | 17:30   | Javier Feres       |
| B       | Cerro                | 4:1       | Rampla Juniors      | Monumental Luis Tróccoli   | 28 de julio | 12:30   | Christian Ferreyra |
| B       | Nacional             | 1:0       | Boston River        | Gran Parque Central        | 28 de julio | 15:00   | Andrés Matonte     |
| B       | Danubio              | 2:0       | Liverpool           | Jardines del Hipódromo     | 28 de julio | 15:00   | Gustavo Tejera     |
| A       | River Plate          | 2:2       | Racing              | Parque Federico O. Saroldi | 29 de julio | 15:00   | Hernán Heras       |

## Final
| 4 de agosto de 2024 | Nacional                                                                                       | 1:1 (0:1) (8:7 p.)         | Peñarol                                                                                                  | Estadio Centenario, Montevideo |                              |
| 15:00 (UTC-3)       | Petit 79'                                                                                      | Reporte                    | Fernández 34'                                                                                            | Árbitro(s): Esteban Ostojich   | Árbitro(s): Esteban Ostojich |
|                     |                                                                                                | Tiros desde el punto penal | |                                |                              |
|                     | Polenta · Petit · Pereyra · Recoba · Castro · Lozano · López · Coates · Báez · Mejía · Polenta |                            | Fernández · Rodríguez · Sosa · Rossi · Aguerre · Coelho · García · Olivera · Méndez · Mayada · Fernández |                                |                              |

|                             |
|                             |
| Campeón Nacional 5.º título |

## Goleadores
| Jugador           | Club             | Goles | PJ | GPP  |
| ----------------- | ---------------- | ----- | -- | ---- |
| Alexander Machado | Miramar Misiones | 5     | 7  | 0.71 |
| Antonio Galeano   | Nacional         | 4     | 7  | 0.57 |
| Ignacio Lemmo     | Progreso         | 4     | 7  | 0.57 |
| Nicolás González  | Cerro            | 4     | 7  | 0.57 |

Fuente: Transfermarkt

## Récords
- Mayor número de goles marcados en un partido: 6 goles: (0–6) en el  Danubio vs. Nacional (13 de julio de 2024), (4–2) en el  Montevideo Wanderers vs.  Progreso (14 de julio de 2024)

- Mayor victoria local: (4–0) Nacional vs.  Miramar Misiones (20 de julio de 2024)

- Mayor victoria visitante: (0–6) en el  Danubio vs. Nacional (13 de julio de 2024)

- Mayor racha invicta: Nacional,  Peñarol (6 partidos)

- Mayor racha de victorias: Nacional,  Fénix,  Miramar Misiones,  Montevideo Wanderers,  Peñarol (3 partidos)

- Mayor racha de partidos sin ganar:  Deportivo Maldonado,  Racing (5 partidos)

- Mayor racha de derrotas:  Liverpool (4 partidos)